# Kinnefjärdings, Kinne, Skånings och Laske häraders domsaga
Kinnefjärdings, Kinne, Skånings och Laske häraders domsaga var en domsaga i Skaraborgs län, bildad 1778 som Kinnefjärdings, Kinne och Skånings häraders domsaga ur Kinnefjärdings, Kinne, Kållands, Åse, Viste och Skånings häraders domsaga. 1810 tillfördes Laske härad från Vartofta, Frökinds, Laske och Barne häraders domsaga. Domsagan upphörde 1864 med delar till Åse, Viste, Barne och Laske domsaga, Skånings, Valle och Vilske domsaga samt Kinnefjärdings, Kinne och Kållands domsaga
Domsagan lydde under Göta hovrätt.

## Tingslag
- Skånings tingslag
- Laske tingslag
- Kinne tingslag
- Kinnefjärdings tingslag

## Häradshövdingar
- 1778-1796 Erik Gustaf Lindencrona
- 1796-1804 Fredrik von Krusenstierna
- 1805-1822 Sven Erland Heurlin
- 1822-1864 Johan Gabriel Richert